# Aeromøllen
Aeromøllen var en vindmølle, der blev opført i 1942 af FLSmidth for Bogense El-værk på Bogense Havn. Den blev indviet 21. januar 1943  og leverede jævnstrøm. Det var den første vindmølle i Danmark, der udelukkende var beregnet på produktion af elektricitet.
Møllen havde tre vinger med en rotordiameter på 23 meter og som noget helt nyt anbragt på et knap 30 meter højt betontårn. I 1944 producerede den ca. 103 MWh og kunne høres i hele byen.
Der var 29 møller af typen i Danmark, men kun fire var så store som den i Bogense. De 25 andre havde kun to vinger og et vingefang på 17 meter. Aeromøllen var ustabil. I 1953 overgik byens el-værk til vekselstrøm hvorefter Aeromøllen blev taget ud af drift og vingerne afmonteret.
I 1972 blev den privatejet og har siden stået uvirksom hen. Møllen bruges i dag som klatre- og rappellingtårn for byens søspejdere.